# Origami (группа)
Origami — российская рок-группа, исполняющая альтернативную музыку. Создана Максимом Каменщиковым (вокал) и Алексеем Пироговым (ударные) в 2001 году. Группа часто выступает на фестивалях альтернативной музыки «Крылья», «Эмо-фест» и прочих крупных мероприятиях.

## История[1]
Первое выступление коллектива в составе Макс Каменщиков (вокал), Алексей Пирогов (ударные), Андрей «Shu» Шарапов (гитара), Николай «Sochi» Савенков (бас-гитара), Андрей «Pazzo» Макаров, прошло 6 апреля 2002 года, и сами музыканты называют этот день днём рождения группы. Тогда же было придумано название группы.
В 2003 году группа, сформировав постоянный состав, записала демо-альбом «Демо № 0», который вышел в 2004 году. Альбом являлся не коммерческим, а распространение идёт через группу на концертах и фестивалях.
В октябре 2005 года на независимом лейбле «MDU» группа Оригами выпустила свой дебютный альбом «Когда ложь стала правдой» (запись альбома началась в конце 2004 года). В это время многие композиции альбома стали широко известны в кругу слушателей из-за их проигрывания на концертах. По ходу записи альбома состав группы покидает Тимур Гришков (комп), а для дополнительного «звучания» приглашается Олег Орлов (второй гитарист), и его знакомый Дмитрий «Fieldy» Альтфельд (занял место Тимура, а также добавил более утяжелённый скрим). С этим составом группа начинает тур по России и странам ближнего зарубежья. По результатам съёмок концертов появляются два новых клипа группы: «Адреналиновый вкус» и «Слишком Глупо(а) Слишком Мало(а)» (монтаж — Николай Савенков). Клипы неоднократно транслировались по телеканалу A-One.
В 2006 году PR-менеджером группы становится Дмитрий Дозморов, занявшийся продвижением группы в интернете.
Летом 2006 года по сценарию Николая Савенкова совместно с HaveFunVisuals группа снимает свой первый не концертный клип на песню «Без лишних слов» из ещё не вышедшего альбома. После съёмок клипа группа участвует в большой записи телепрограммы на канале ТВ100, где исполняет несколько песен в акустическом варианте.
В октябре того же года вышел второй студийный альбом «…и ангелы ошибаются…», имевший большой успех у российских слушателей. Запись, сведение и мастеринг нового альбома занял чуть более 2 месяцев, и был произведён Александром Карелиным. В трек-лист новой пластинки вошли 13 композиций, а также клип на песню «Без лишних слов». Альбом получил большую популярность в российской альтернативной музыкальной сфере. Также в стиле оформления альбома появляется сайт группы.
В 2007 году группа отметила своё пятилетие масштабными концертами в Москве и Санкт-Петербурге. По результатам записанных материалов осенью того же года группа выпустила Unplugged, включивший в себе треки и клип «Ради чего», смонтированный из отснятого на концертах материала Николаем «Сочи» Савенковым.
В январе 2007 года группа выпускает DVD «Своими глазами», собравший в себе концертные записи, гастроли группы, история коллектива в повествовании самих музыкантов, съёмки клипа «Без лишних слов» — весь материал, собранный группой за время её существования на сцене.
15 сентября в питерском клубе «Порт» проходит одно из самых грандиозных сольных выступлений группы. После него презентуется новый концертный клип группы — «Наполовину прав, на полпути отсюда».
В конце 2007 года группа записывает сингл «Нить», в трек лист которого вошли всего три песни и клип на песню «Наполовину прав, на полпути отсюда». На презентации EP, которая произошла 1 декабря 2007 года, вокалист Максим Каменщиков заявляет о своём уходе из группы. Позднее он некоторое время оказывает поддержку группе. А поиски нового вокалиста привели в группу Артёма Касаева, который вливается в коллектив. Начинается совместная работа группы — двухмесячный концертный тур по странам России и СНГ, в ходе которого концерты были проведены более чем в 40 городах.
28 сентября 2008 года года группа в магазине «ФАРШМАГ» презентует новый альбом в своём новом составе — «Синдром Кассандры», где проходит встреча с поклонниками и автограф-сессия. А 11 октября в клубе Порт группа впервые выступила с новым альбомом. В трек-листе пластинки присутствуют 13 композиций (включая бонус-трек). После чего группа вновь едет в большой концертный тур по стране в поддержу нового альбома.
Примерно в это же время обновляется официальный сайт группы, приобретая в оформлении тематику, связанную с новым альбомом — «Синдром Кассандры».
Ноябрь 2008 года в жизни группы знаменуется съёмкой нового клипа на песню «Смысла больше нет». А 23 числа на концерте в московском клубе «Точка» проходит презентация клипа.
После новогодних праздников группа отправляется в масштабный концертный тур по стране, преимущественно по европейской части России, по результатам которого даны концерты в 24 городах. Во время тура под городом Иваново микроавтобус, перевозивший группу, попадает в аварию, которая практически не сказалась на гастрольном графике.
По окончании Cassandra Tour 2009 группа празднует свой седьмой день рождения в виде выступления в питерском клубе «Цоколь» 4 апреля, а также электрический концерт в московском клубе «Точка» 5 апреля. Перед завершением концертного сезона и летним отдыхом Оригами участвуют в совместном концерте с группой Слот, проходившим 8 мая на сцене Петербургского СКК.
В октябре группу покинули Олег Орлов и Дмитрий Альтфельд. Несмотря на это, «Оригами» продолжает запись нового альбома.
В августе 2010 года группа сначала на концерте, а потом и на своем официальном сайте сообщили, что Денис Шафоростов покинул группу. Как было написано на сайте группы:

«Денис сам нашёл нас и уговорил взять его в группу, мы пошли ему на встречу и сразу взяли в состав, но за прошедшие месяцы он так и не смог проявить себя как полноценный участник группы, в связи с чем было принято решение расстаться с ним.»
Весной 2011 года, группа выпускает сингл «Здесь Останусь Только Я» и отправляется в мини-тур по городам России.
15 апреля 2014 года группа выпускает мини-альбом «Шаги В Бесконечность».
17 марта 2017 года выходит двойной сингл «Прометей».
8 апреля 2018 года, через два дня после своего Дня рождения, команда объявляет о своём распаде, символично отыграв свой последний концерт в родном Питере. Однако позже музыканты косвенно опровергли распад и решили по мере возможностей продолжать деятельность группы. Так, в 2019 году группа отыграла на фестивалях «Нашествие» и «Полигон Фест».

## Состав группы
Нынешный состав
- Андрей «Shu» Шарапов — гитара, бэк-вокал (2001—настоящее время)
- Николай «Sochi» Савенков — бас-гитара (2001—настоящее время)
- Артём «Jimm» Касаев — вокал, гитара (2007—настоящее время)
- Максим Куликов — скрэтч, семплирование, клавишные, вокал (2010—настоящее время)
- Константин Плёхов — гитара, вокал (2011—настоящее время)
- Василий Потапов — ударные (2016—настоящее время)

Бывшие участники
- Андрей «Pazzo» Макаров — семплирование (2001—2002)
- Тимур Гришков — семплирование (2002—2005)
- Максим «Max» Каменщиков — вокал (2001—2007)
- Олег Орлов — гитара (2005—2009)
- Дмитрий «Филди» Альтфельд — семплирование, клавишные, бэк-вокал (2005—2009)
- Денис Шафоростов— гитара, бэк-вокал (2009—2010)
- Алексей «Alex» Пирогов — ударные, семплирование (2002—2015)
- Игорь Шестериков — ударные (2015—2016)

## Дискография[2]
Демо-альбомы
- Demo Альбом № …0?! (2004)

Студийные альбомы
- Когда Ложь Стала Правдой (2005)
- …И Ангелы Ошибаются… (2006)
- Unplugged (2008)
- Синдром Кассандры (2008)

Синглы и EP
- Нить (2008)
- Никто Другой (2009)
- Здесь останусь только Я… (2011)
- Шаги в бесконечность (2014)
- Прометей (2017)
- Волна/Мечта (2021)

Видео-альбомы
- СВОИМИ ГЛАЗАМИ (2007)